# Lipman Bers
Lipman Bers (ur. 22 maja 1914 w Rydze, zm. 29 października 1993 w New Rochelle) – amerykański matematyk pochodzenia łotewskiego. Zajmował głównie powierzchniami Riemanna.